# Oxira xanthostaxis
Oxira xanthostaxis là một loài bướm đêm trong họ Noctuidae.